# 유호 (1987년)
유호(1987년 8월 5일 ~)는 대한민국의 가수다. 2015년 1집 앨범 [흉중강우]로 데뷔했다.

## 방송
- 전국노래자랑 (2012) - 장려상
- 청소년 트로트 가요제 (2014)
- 내일은 미스터트롯 (2020) - Top47
- 최애 엔터테인먼트 (2020) - Top12
- 소울스타 (2021) - Top10

## 음반
- 흉중강우 (2015)
- 아름다운 세상 (2018)
- 코로나 이겨낼거야 (2020)
- 한방인생 (2021)

## 수상
- CJ 가요제 장려상 (2011)
- 무학산 가요제 금상 (2012)
- 처녀뱃사공 가요제 은상 (2013)
- 섬진강 가요제 은상 (2014)
- 이호섭 가요학당 감사자격증 취득 (2015)